# Unitarna matrika
Unitarna matrika  (oznaka {\displaystyle U\,}) je kompleksna matrika za katero velja:
{\displaystyle U^{\dagger }U=UU^{\dagger }=I_{n}\!\,,}
kjer je:
- {\displaystyle I_{n}\!\,} – enotska matrika reda {\displaystyle n\!\,}
- {\displaystyle U^{\dagger }\!\,} – konjugirano transponirana matrika matrike {\displaystyle U\!\,}

Matrika {\displaystyle U\!\,} je unitarna samo, če ima obratno matriko, ki je enaka konjugirano transponirani {\displaystyle U^{\dagger }\!\,}:
{\displaystyle U^{-1}=U^{\dagger }\!\,.}
Unitarna matrika, ki ima vse elemente realne, se imenuje ortogonalna matrika.

## Značilnosti
Unitarne matrike se lahko diagonalizira. 
Množica unitarnih matrik reda {\displaystyle n\!\,} sestavlja unitarno grupo (oznaka {\displaystyle U(n)\!\,} ). Podgrupa unitarnih matrik z determinanto enako 1, se imenuje specialna unitarna grupa, ki se jo označuje z {\displaystyle SU(n)\!\,}. Grupi {\displaystyle SU(2)\!\,} in {\displaystyle SU(3)\!\,} igrata izredno pomembno vlogo v kvantni mehaniki in fiziki osnovnih delcev.
Determinanta unitarne matrike ima vrednost 1:
{\displaystyle {\begin{aligned}1&=\det(I)=\det(UU^{*})=\det(U)\cdot \det(U^{*})=\det(U)\cdot \det({\overline {U}}^{T})\\&=\det(U)\cdot \det({\overline {U}})=\det(U)\cdot {\overline {\det(U)}}=|\det(U)|^{2}.\end{aligned}}\!\,.}
Zmnožek dveh unitarnih matrik je unitarna matrika:
{\displaystyle \left(UV\right)^{-1}=V^{-1}U^{-1}={\overline {V}}^{T}{\overline {U}}^{T}=\left({\overline {UV}}\right)^{T}\!\,.}
Stolpci unitarne matrike {\displaystyle A\!\,} tvorijo ortonormirano bazo v unitarnem prostoru. Isto velja tudi za vrstice.